# 白濱鷗
白濱鷗（日语：しらはま かもめ，5月7日—）是一名日本漫畫家和插畫家，畢業於東京藝術大學。較知名的作品為奇幻漫畫《魔法帽的工作室》。

## 職業生涯
白濱鷗的首部漫畫連載作品為由KADOKAWA發行的奇幻漫畫《艾妮與迪薇》（エニデヴィ，全3冊）。作為自由插畫家的他時常為其他公司繪製插畫，如漫威漫畫的漫畫封面（2015年），其他知名公司及作品還包括了DC漫畫和《星際大戰》的漫畫封面。
2016年起，他在講談社的《月刊Morning two》上連載下一部奇幻漫畫《魔法帽的工作室》。

## 連載作品
- 2013年至2015年：《艾妮與迪薇》（エニデヴィ，全3冊）[4]
- 2016年至今：《魔法帽的工作室》[4]

## 外部連結
- 白濱鷗的X（前Twitter）